# Daniëlle Remmers
Daniëlle Remmers (Haia, 3 de julho de 1989) é uma jogadora de vôlei de praia neerlandesa.

## Carreira
Com Marleen van Iersel disputou a edição do Campeonato Mundial de Vôlei de Praia Sub-21 de 2008 realizado em Brighton e conquistaram a medalha de ouro.No ano seguinte disputou ao lado de Michelle Stiekema o Campeonato Mundial de Vôlei de Praia Sub-21 em Blackpool terminando com o vice-campeonato.